# Поручик Голицын
«Поручик Голицын» — російський романс в стилі російський шансон, відомий в СРСР з 1970-х років. Авторство пісні невідомо. Пісня відсутня у збірках автентичних білогвардійських пісень. 
Першим зафіксованим виконанням пісні вважається запис Аркадія Сєверного в середині травня 1977 року на концерті в Одесі з ансамблем «Чорноморська чайка».

## Українська версія
Закарпатський поет Микола Матола (1952—1993) на цю мелодію написав вірша «Мій друже Ковалю…», який присвятив «Карпатській Січі» та воїнам УПА й СКВ.
Марія Матола — дружина Миколи, підтверджує авторство тексту і наголошує що Микола любив цей романс. 
Один з перших виконавців українського романсу на великій сцені — Василь Лютий. Цю пісню тепер виконують Тарас Житинський, Орест Лютий (Антін Мухарський), Тарас Силенко, Світлана Мирвода та інші.